# Beijing Bicycle
Beijing Bicycle (kinesiska: 十七歲的單車, Shíqī suì de dānchē) är en taiwaneisk-kinesisk långfilm från 2001 i regi av Wang Xiaoshuai

## Handling
Xiao kommer från landet och får arbete som cykelbud. Arbetsgivaren förser honom med en cykel, men han måste betala av den från sin lön. Cykeln blir stulen och sedan såld till skoleleven Jian på en marknad. För Jian är det en statussymbol att imponera på kompisarna med. Men för Xiao är den nödvändig för hans arbete. Han börjar leta efter cykeln i miljonstaden Beijing.

## Om filmen
- Filmen anknyter till den berömda Cykeltjuven från 1948.
- Filmen vann Silverbjörnen och New Talented Award vid Filmfestivalen i Berlin 2001.

## Rollista (i urval)
- Bin Li - Jian
- Zhou Xun - Qin
- Gao Yuanyuan - Xiao
- Li Shuang - Da Huan
- Zhao Yiwei - Father
- Pang Yan - Mother
- Zhou Fangfei - Rongrong